# Chinesische Eishockeynationalmannschaft der Frauen
Die chinesische Eishockeynationalmannschaft der Frauen gehört dem chinesischen Eishockeyverband Chinese Ice Hockey Association an. Sie gehört zu den stärksten Nationalmannschaften in Asien.

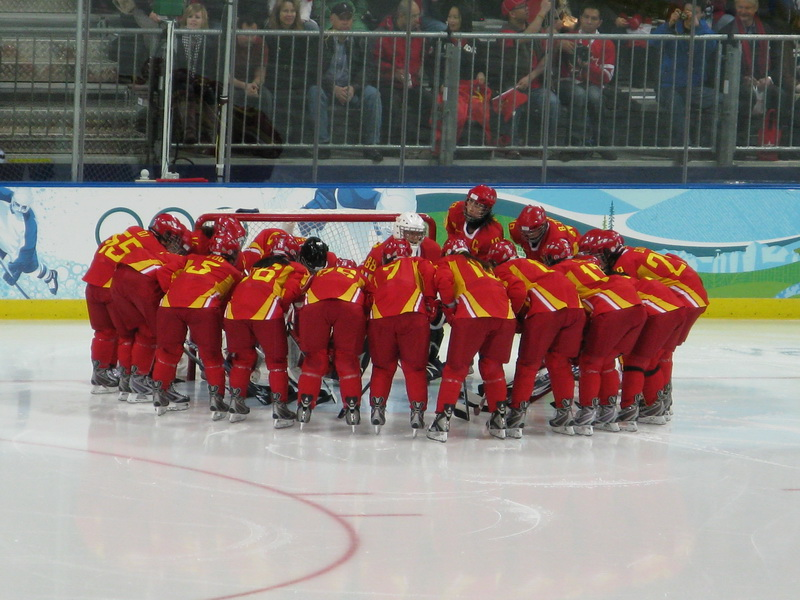
Die chinesische Mannschaft bei den Olympischen Winterspielen 2010

## Geschichte
Die chinesische Eishockeynationalmannschaft nahm erstmals an der Weltmeisterschaft 1992 teil, die sie auf dem fünften von acht Plätzen beendete. Nach insgesamt 16 Jahren in der Top-Division stieg das Team bei der Weltmeisterschaft 2009 in Finnland auf dem neunten und somit letzten Platz liegend in die Division I ab. Zuvor gelang dem Land die Qualifikation zu den Olympischen Winterspielen 2010 in Vancouver, womit man sich bei drei von vier Möglichkeiten für das olympische Turnier qualifizieren konnte.
Bei den Winter-Asienspielen gehört China zu den besten Mannschaften und hat bislang bei jeder Ausgabe eine Medaille gewonnen (2 × Gold und 2 × Bronze). Des Weiteren gewann die Mannschaft 1995 und 1996 bei der IIHF Pacific Women's Hockey Championship jeweils die Bronzemedaille.

## Internationale Ergebnisse

### Platzierungen bei denOlympischen Winterspielen
- 1998 – 4. Platz
- 2002 – 7. Platz
- 2006 – nicht qualifiziert
- 2010 – 7. Platz
- 2014 – nicht qualifiziert
- 2018 – nicht qualifiziert
- 2022 – 9. Platz

### Platzierungen bei Weltmeisterschaften
- 1992 – 5. Platz
- 1994 – 4. Platz
- 1997 – 4. Platz
- 1999 – 5. Platz
- 2000 – 6. Platz
- 2001 – 6. Platz
- 2003 – keine WM wegen der SARS-Epidemie
- 2004 – 7. Platz
- 2005 – 6. Platz
- 2007 – 6. Platz
- 2008 – 8. Platz
- 2009 – 9. Platz (Abstieg in die Division I)
- 2011 – 5. Platz Division I (Abstieg in die Division II)
- 2012 – 2. Platz Division IB
- 2013 – 4. Platz Division IB
- 2014 – 2. Platz Division IB
- 2015 – 3. Platz Division IB
- 2016 – 5. Platz Division IB
- 2017 – 4. Platz Division IB
- 2018 – 5. Platz Division IB
- 2019 – 4. Platz Division IB
- 2020–2021 – keine Austragung
- 2022 – 1. Platz Division IB (Aufstieg in die Division IA)
- 2023 – 1. Platz Division IA (Aufstieg in die Top-Division)
- 2024 – 9. Platz (Abstieg in die Division IA)
- 2025 – 5. Platz Division IA

### Platzierungen bei denWinter-Asienspielen
- 1996 – Goldmedaille
- 1999 – Goldmedaille
- 2003 – Bronzemedaille
- 2007 – Bronzemedaille
- 2011 – Bronzemedaille
- 2017 – Silbermedaille

### Platzierungen bei der Pazifischen Meisterschaft
- 1995 – Bronzemedaille
- 1996 – Bronzemedaille

### Challenge Cup of Asia
- 2010 – Goldmedaille
- 2011 – Silbermedaille
- 2012 – Silbermedaille
- 2014 – Goldmedaille